# Mistrovství světa v atletice 2009 – Muži 1500 metrů

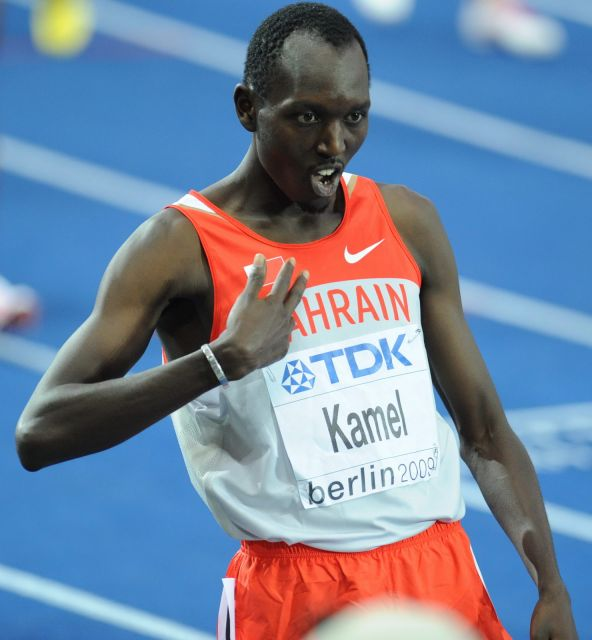
Bahrajnský běžec Yusuf Saad Kamel si doběhl pro zlatou medaili a stal se mistrem světa na 1500 metrů.

 Běh na 1500 metrů mužů na mistrovství světa v atletice 2009 se uskutečnil 15., 17. a 19. srpna. Ve finálovém běhu zvítězil reprezentant Bahrajnu Yusuf Saad Kamel. Celkem do rozběhů nastoupilo 54 běžců.

## Výsledky finálového běhu
| *                | jméno                   | země    | čas     |
| ---------------- | ----------------------- | ------- | ------- |
| Zlatá medaile    | Yusuf Saad Kamel        | Bahrajn | 3:35,93 |
| Stříbrná medaile | Deresse Mekonnen        | Etiopie | 3:36,01 |
| Bronzová medaile | Bernard Lagat           | USA     | 3:36,20 |
| 4                | Asbel Kipruto Kiprop    | Keňa    | 3:36,47 |
| 5                | Augustine Kiprono Choge | Keňa    | 3:36,53 |
| 6                | Mohamed Moustaoui       | Maroko  | 3:36,57 |
| 7                | Mehdi Baala             | Francie | 3:36,99 |
| 8                | Lopez Lomong            | USA     | 3:37,62 |
| 9                | Belal Mansoor Ali       | Bahrajn | 3:37,72 |
| 10               | Amine Laâlou            | Maroko  | 3:37,83 |
| 11.              | Abdalaati Iguider       | Maroko  | 3:38,35 |
| 12.              | Leonel Manzano          | USA     | 3:40,05 |